# Terra Santa
Terra Santa (portugiesisch für „Heiliges Land“) ist eine osttimoresische Aldeia im Suco Madohi (Verwaltungsamt Dom Aleixo, Gemeinde Dili). 2015 lebten in der Aldeia 3494 Menschen.

## Geographie
Terra Santa nimmt das Zentrum von Madohi ein und wird in Richtung Westen entlang der Küste der Straße von Ombai immer schmaler. Im Westen gehört nur noch der schmale Streifen am Meer mit dem Strand von Tasitolu (Praia Tasi Tolu) zu Terra Santa. Die Südgrenze bildet die Avenida de Restauração, die hier an die Küste heranrückt. Südlich der Straße liegt der Suco Comoro, von dem Madohi 2017 abgetrennt wurde. Am Kreisverkehr von Comoro trifft die Avenida de Restauração auf die von Norden kommende Zufahrtsstraße zum Flughafen Presidente Nicolau Lobato. Sie bildet die Ostgrenze von Terra Santa zu den Aldeias Rosario, 7 de Dezembro und Anin Fuic. Die Start- und Landebahn des Flughafens markiert die Grenze Terra Santas zur Aldeia Beto Tasi im Nordosten. Der Stadtteil Lapangan Terbang Comoro und der Westen von Beto Oeste bilden den Hauptteil der Wohnviertel der Aldeia.

## Einrichtungen und Sehenswürdigkeiten
In Terra Santa befinden sich die Gebäude des Flughafens Presidente Nicolau Lobato, dem wichtigsten Passagierflughafen des Landes. Weiter westlich hat die Mission Aviation Fellowship Timor-Leste (MAF) ihren Sitz. Die katholischen Prä-Sekundarschule und Colégio São Miguel (CSM) befinden sich an der Avenida de Restauração. Im CSM ist das Televisão Educação Timor (TVE) untergebracht. Außerdem finden sich entlang der Avenida das Polizeizentrum Tasitolu, die Nationaldirektion für Straßen, Brücken und Hochwasserschutz des Verkehrsministeriums und der Friedhof Raikotu.
An der Ostspitze von Terra Santa steht das Willkommensdenkmal. Der sogenannte „Dili Rock“ am Praia Tasitolu ist ein bekanntes Tauchgebiet mit einer reichen Meeresfauna.

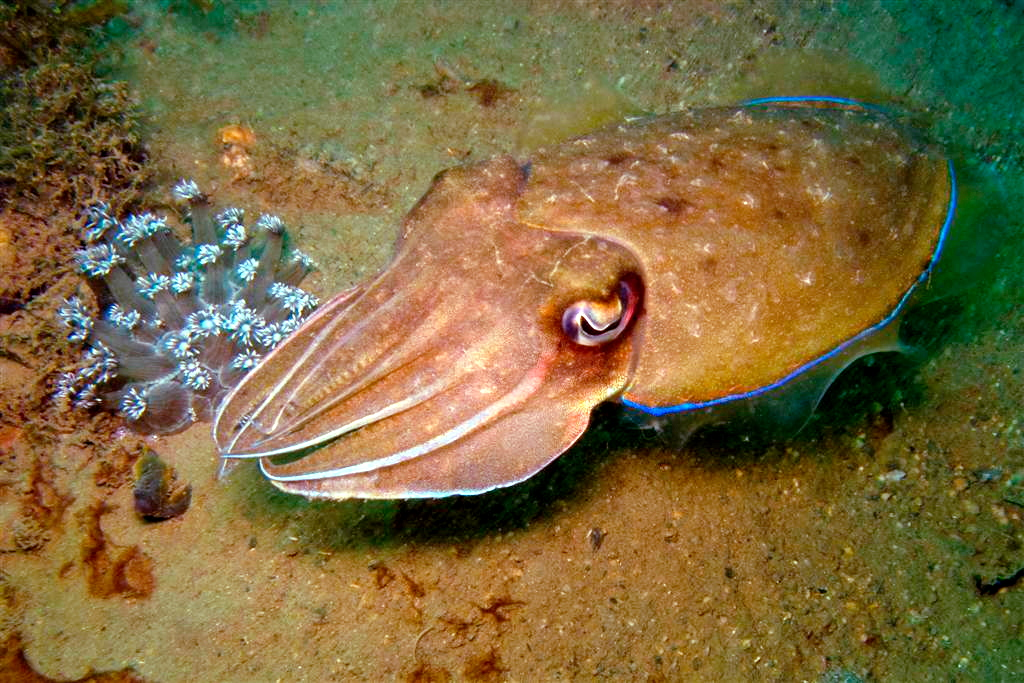
Tintenfisch am Tauchplatz Tasitolu
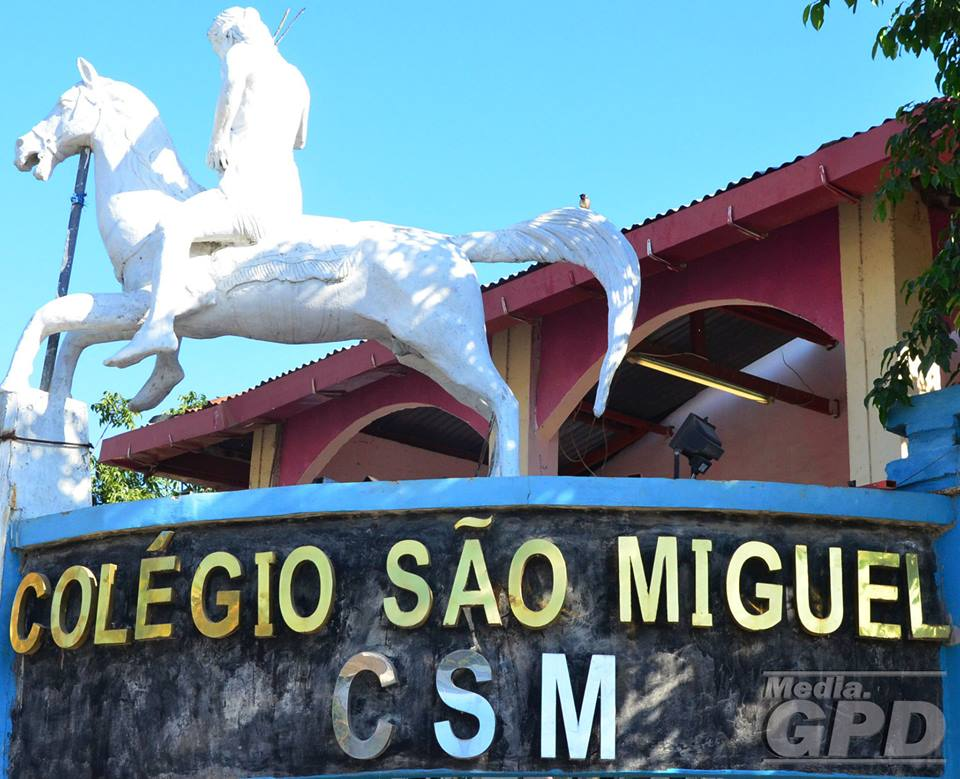
Colégio São Miguel Arcanjo
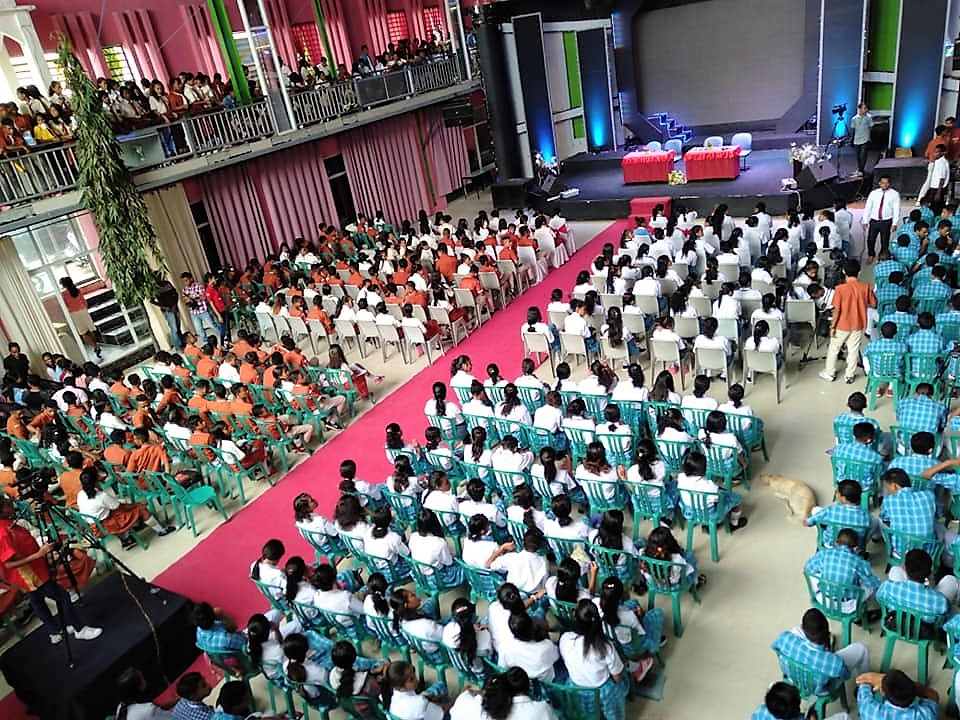
Colégio São Miguel Arcanjo
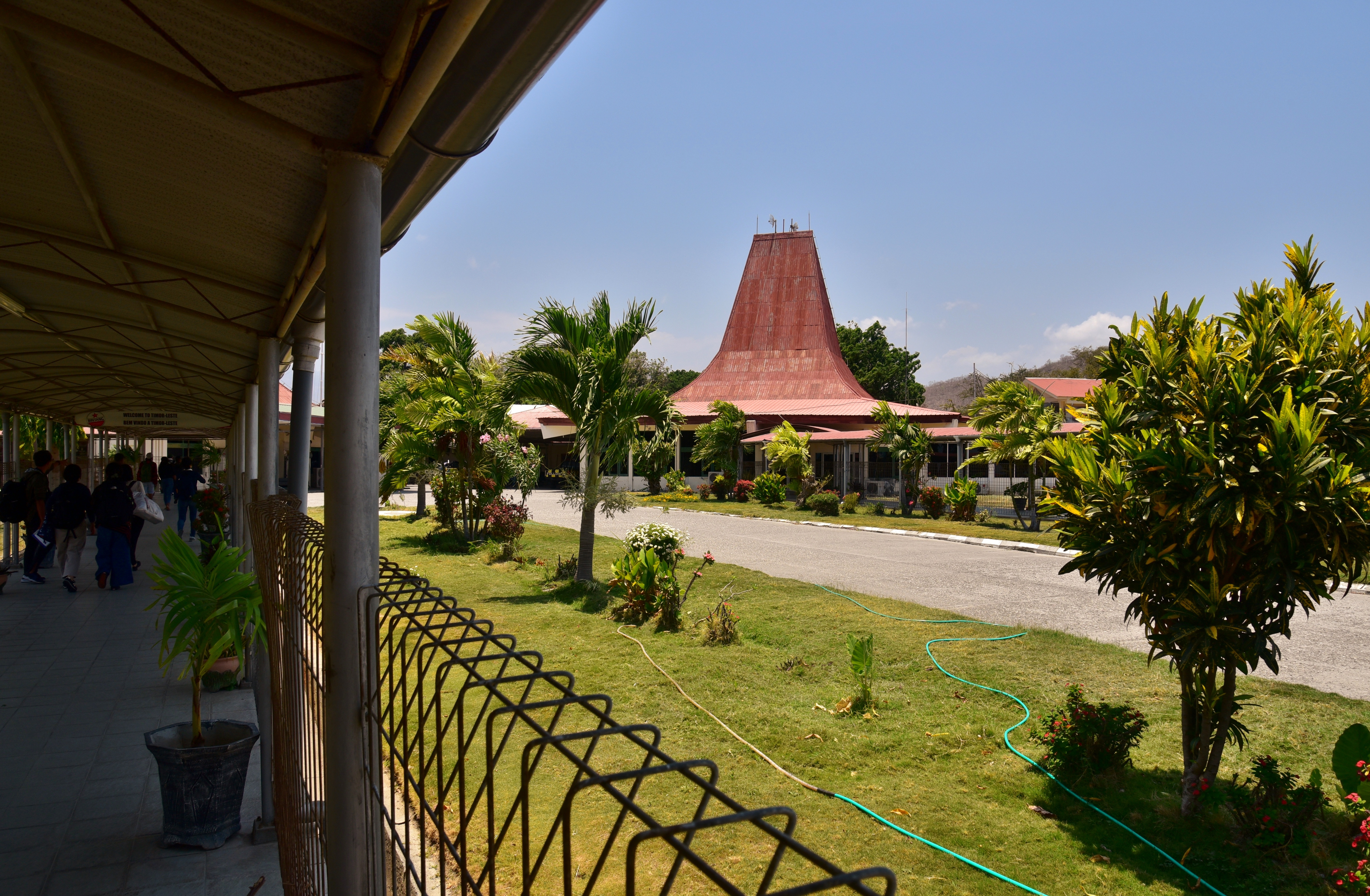
Terminal des Flughafens